# 石湖沟乡
石湖沟乡，是中华人民共和国辽宁省丹东市宽甸满族自治县下辖的一个乡镇级行政单位。

## 行政区划
石湖沟乡下辖以下地区：
东平社区、西安社区、杨木村、上长阴子村、石湖沟村、良种场村、刘家村、下长阴子村、楼房村、甬子沟村、双岭子村、老道排村、曲吕川村、亮子沟村和宝山村。